# Pontinia
Pontinia és un comune (municipi) de la província de Latina, a la regió italiana del Laci, situat a uns 70 km al sud-est de Roma i a uns 15 km al sud-est de Latina.
Pontinia limita amb els municipis de Latina, Priverno, Sabaudia, Sezze, Sonnino i Terracina.
A 1 de gener de 2019 tenia 14.945 habitants.

## Història
Pontinia es va establir el 1935, com a part del projecte del primer ministre Benito Mussolini, que va drenar els aiguamolls pontins i els va convertir en zona agrícola. El pla de la ciutat va ser dissenyat per l'enginyer Alfredo Pappalardo, empleat de l'Opera Nazionale Combattenti, l'agència que supervisà les obres d'enginyeria i l'assentament dels aiguamolls.

## Ciutats agermanades
- Utena, Lituània
- Vittoria, Itàlia
- Goro, Itàlia